# Editrice Universo
Editrice Universo, nota anche come Editoriale Universo, è una casa editrice italiana di fumetti e fotoromanzi. Nel primo settore, fra le sue pubblicazioni più famose ci sono stati Intrepido e Il Monello, pubblicati dagli anni trenta ai novanta per oltre duemila numeri arrivando a tirature di 750 000 copie. Per quanto riguarda i fotoromanzi è da ricordare Grand Hotel, che raggiunse tirature di oltre un milione di copie.

## Storia

### Gli esordi (1928-1945)
Cino Del Duca, da venditore di libri porta a porta per diversi editori, nel 1928 fonda, insieme ai fratelli Alceo e Domenico, la «Casa Editrice Moderna» al fine di produrre romanzi popolari a dispense. La collaborazione con Luciana Peverelli, porta alla pubblicazione dei primi libri di successo e alla possibilità di acquistare una tipografia nel 1931. Dal 1932 Cino amplia il proprio mercato diventando editore anche in Francia. L'anno successivo pubblica un periodico per ragazzi, Il Monello, diretto dalla Peverelli, che propone fumetti di produzione inglese. Al successo del Monello segue, nel 1935, Intrepido, il quale lascia presto l'impostazione vicina ai romanzi a dispense trasformandosi in giornale a fumetti per un pubblico adolescente. Dal 1936 la casa editrice rimane ai fratelli Alceo e Domenico e cambia nome in «Casa Editrice Universo» mentre Cino si concentra su quella francese.

### Il dopoguerra
Nel dopoguerra, oltre a continuare la pubblicazioni di riviste per ragazzi, nascono nuove riviste a fumetti indirizzate a un pubblico femminile, come il settimanale «Grand Hotel», uscito nel 1946 con una tiratura di oltre 600 000 copie e che arriverà col tempo a superare il milione di copie a numero. Il successo dell'iniziativa è tale che l'anno successivo, il 1947, anche altri editori ne seguiranno la scia come la Arnoldo Mondadori Editore che pubblica Bolero Film e la Lancio che pubblica Sogno. Nel 1951 Intrepido arriva a una diffusione di 750 000 copie settimanali.
Negli anni Cinquanta le storie disegnate per Grand Hotel vengono sostituite da quelle con fotografie. Ciò portò alla nascita e all'affermazione del fotoromanzo come genere editoriale. Altri settimanali femminili del periodo furono Intimità e Confessioni (che successivamente diventerà Stop). La casa editrice viene gestita dai tre fratelli fino al 1967, quando muore Cino. Alceo e Domenico se ne occupano fino alle rispettive morti, avvenute nel 1979 e nel 1980, poi la casa editrice passa agli eredi. Negli anni novanta chiudono però progressivamente le testate a fumetti. L'ultima ha chiuso nel 1997.

### Dal 1997
Continuano le pubblicazioni dei settimanali femminili. Oggi la casa editrice Universo fa capo alle famiglie Del Duca e De Feo e pubblica varie riviste tramite differenti società. L'elenco comprende Telesette, Grand Hotel, AlVolante, InSella, Cose di casa, Casa in fiore, Cucinare bene, Ci piace cucinare, Silhouette Donna, Viversani e belli e Bimbi sani e belli.

## Elenco parziale delle testate pubblicate
- Il Monello (1933-1990);
- Intrepido (1935-1998);
- Albi dell'Intrepido (1937-1976)
- Grand Hotel (1946-oggi);
- Forza John (1949-1964);
- Rocky Rider (1949).